# Castle Cove, New South Wales
Castle Cove este o suburbie în Sydney, Australia.